# Ichneumon investigator
Ichneumon investigator är en stekelart som beskrevs av Rossi 1794. Ichneumon investigator ingår i släktet Ichneumon och familjen brokparasitsteklar. Inga underarter finns listade i Catalogue of Life.